# 1781 Ван Бісбрук
1781 Ван Бісбрук (1781 Van Biesbroeck) — астероїд головного поясу, відкритий 17 жовтня 1906 року.
Тіссеранів параметр щодо Юпітера — 3,512.
Названо на честь Джорджа Ван-Бісбрука (нід. Georges-Achille Van Biesbroeck, 1880 — 1974) — бельгійсько-американського астронома.